# 丘鼠屬
丘鼠屬（尾丘鼠）（Bunomys），哺乳綱、囓齒目、鼠科的一屬，而與丘鼠屬（尾丘鼠）同科的動物尚有島鼠屬（島鼠）、呂宋鼠屬（灰呂宋鼠）、穹鼠屬（穹鼠）、長尾巨鼠屬（長尾巨鼠）等之數種哺乳動物。

## 品種[1]
- 丘鼠屬
  - 安氏丘鼠 - Bunomys andrewsi（英语：Bunomys andrewsi） (J. A. Allen, 1911)
  - 红草原鼠 - Bunomys chrysocomus（英语：Bunomys chrysocomus） (Hoffmann, 1887)
  - 蘇拉威西丘鼠 - Bunomys coelestis（英语：Bunomys coelestis） (Thomas, 1896)
  - 印尼丘鼠 - Bunomys fratrorum（英语：Bunomys fratrorum） (Thomas, 1896)
  - 海氏丘鼠 - Bunomys heinrichi（英语：Bunomys heinrichi） (Tate and Archbold, 1935)
  - 尾丘鼠 - Bunomys penitus（英语：Bunomys penitus） (Miller and Hollister, 1921)
  - 前缘丘鼠 - Bunomys prolatus（英语：Bunomys prolatus） Musser, 1991